# Trollvik

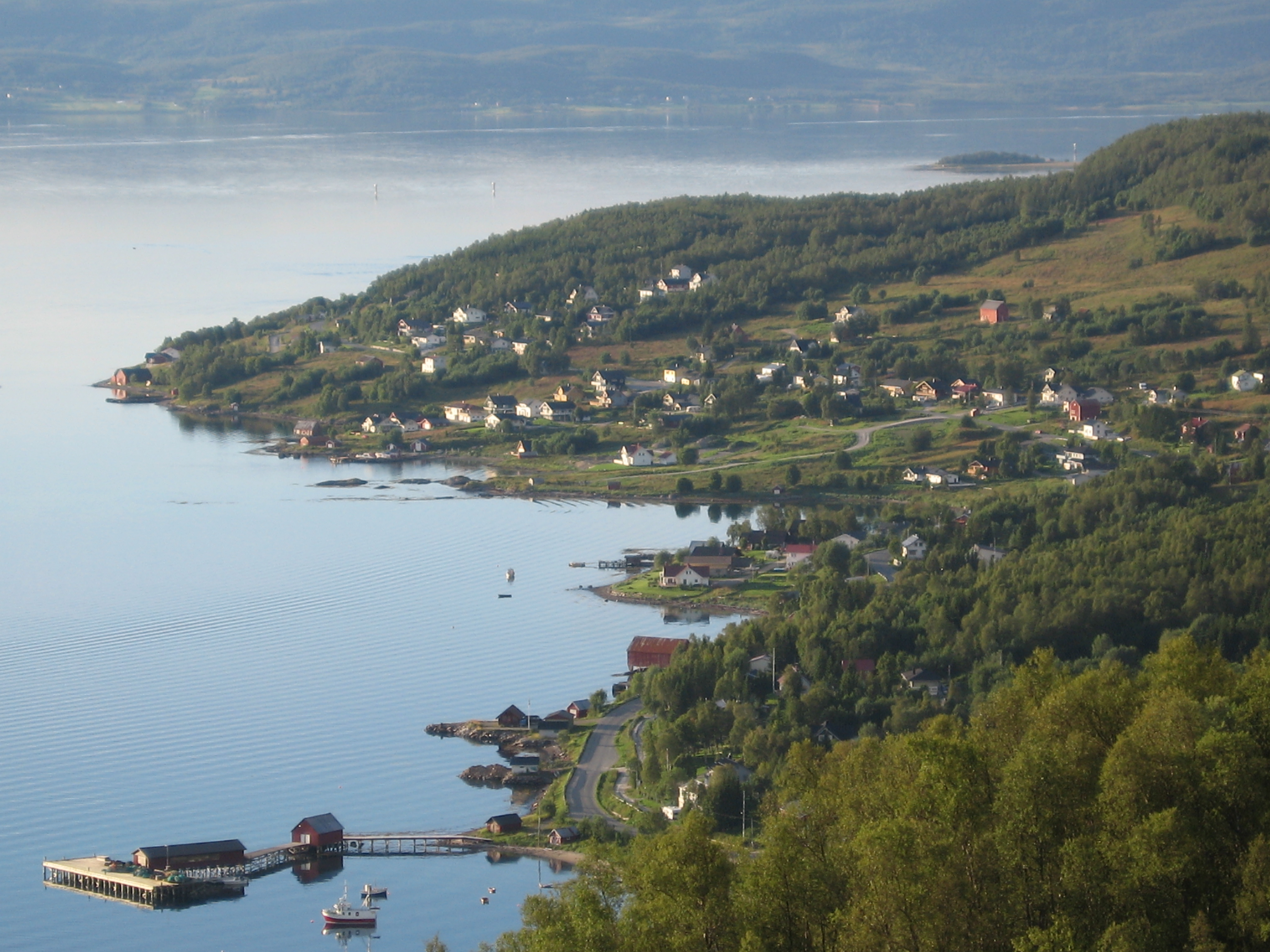
Vista de Trollvik

Trollvik é um vilarejo localizado em Lenvik, Troms, Noruega. Trollvik abrange uma grande parte da parte continental de Gisundet, tomando 5 km entre Nygård e Trollvik skole. Trollvik era uma região de grande uso da agricultura e da pescaria, mas nestes últimos anos tem crescido como uma grande área residencial na comuna. O vilarejo tem crescido muito rápido e virou, naturalmente uma parte de Finnsnes.
Trollvik skole (Escola de Trollvik), que se localiza a 6 km ao norte da ponte Gisund tem aproximadamente 120 estudantes. A escola atende também os moradores de Leiknes e Bondjorda, que localizam-se ao norte de Trollvik.
Últimos indicadores de população:
| 2000 | 2005 | 2007 |
| ---- | ---- | ---- |
| 830  | 819  | 853  |